# Stefan Borsch
Stefan Borsch (* 19. Januar 1947) ist ein schwedischer Dansband-Sänger aus Hagfors. Er war in den 1980er-Jahren in dieser Musikrichtung einer der bekanntesten Künstler.

## Musikalischer Werdegang
Stefan Borsch wuchs in einer Familie auf, die im Chorsingen engagiert war und begann seine musikalische Karriere als Trommler im „LGP:s Orkester“. Nach einer Verletzung an der Hand begann er sich auf das Singen zu konzentrieren und wurde 1968 Sänger im „Tony Jordans Orkester“ aus Arvika. Ab 1973 sang Stefan Borsch bei „The Steel Town Singers“, „Pär-Rhunes“ und „Öijwinds“.
Seinen musikalischen Erfolg erreichte Stefan Borsch, nachdem er Sänger bei „The Vikings“ wurde, die nach einem abgeschlossenen Plattenvertrag ihren Namen in „Vikingarna“ änderten. Borsch produzierte mit „Vikingarna“ die ersten sechs Platten der „Kramgoa låtar“-Serie, bis er 1978 eine Auszeit von der Musik nahm und die Band verließ.
Nach drei Jahren zeichnete Borsch einen Plattenvertrag beim Musikunternehmer Bert Karlsson und schaffte sein Comeback mit der LP „Minns att jag finns“, die den Hit „Vid en liten fiskehamn“ enthielt. In den 1980er-Jahren setzte er seine Solokarriere fort und produzierte mehrere Alben und Erfolge wie das Lied „Adress Rosenhill“ (1986).
Beim Melodifestivalen 1985 konnte er sich mit seinem Beitrag „Sjung en sång“ nicht durchsetzen und schied in der ersten Runde aus.
Stefan Borsch trat neben seiner Soloproduktionen auch mit dem „Stefan Borsch Orkester“ auf, das sich 1993 auflöste. Zwischen 1995 und 1999 war er Sänger im „Keith Elwins Orkester“.
1999 beendete Stefan Borsch seine Karriere als Musiker. Er hatte in den 1980er-Jahren an der „Socialhögskolan“ in Örebro studiert und seitdem daneben als Betreuer Jugendlicher gearbeitet. 1994 wurde er im Krankenhaus Karlstad Betreuer für die Gehörvorsorge Jugendlicher und Kinder.

## Diskografie

### Alben
| Jahr | Titel                       | Höchstplatzierung, Gesamtwochen, AuszeichnungChartsChartplatzierungen (Jahr, Titel, Platzierungen, Wochen, Auszeichnungen, Anmerkungen) | Anmerkungen            |
| Jahr | Titel                       | SE | Anmerkungen            |
| ---- | --------------------------- | --- | ---------------------- |
| 1981 | Minns att jag finns         | SE10 (14 Wo.)SE |                        |
| 1981 | I kväll jag tänder ett ljus | SE35 (2 Wo.)SE |                        |
| 1982 | En liten fågel              | SE5 (8 Wo.)SE |                        |
| 1983 | I sommar                    | SE13 (5 Wo.)SE |                        |
| 1984 | Sissi                       | SE22 (3 Wo.)SE |                        |
| 1985 | Sjung din sång              | SE22 (2 Wo.)SE |                        |
| 1986 | Adress Rosenhill            | SE17 (3 Wo.)SE |                        |
| 1987 | Danssa en dans med mej      | SE37 (2 Wo.)SE |                        |
| 1989 | Alpens rose                 | SE13 (4 Wo.)SE | Stefan Borsch Orkester |
| 1990 | Från Värmland till Mexico   | SE34 (1 Wo.)SE |                        |
| 1992 | Stefan Borsch Orkester      | SE42 (1 Wo.)SE | Stefan Borsch Orkester |

Weitere Alben
- Ikväll jag tänder ett ljus (1992)
- Med fiol och steelguitar (1992)
- Stefan Borsch (1995)

## Singles
- Adress Rosenhill
- Inga blommor växer på en sjömans grav
- Vid en liten fiskehamn
- En liten fågel
- Hipp hurra
- Våga stuffa
- Hur har du det med kärleken idag
- Låt det svänga
- Jag har inte tid
- Till min kära